# يوسف خياط
يوسف خياط (ولد 1927 م) معجميٌ وباحث سوري، وكاتب أديب؛ قاصٌّ وروائي. وصاحب دار لسان العرب في بيروت، وأسس جمعية الاتحاد الثقافي العربي البرازيلي في البرازيل. وعضو اتحاد الكتَّاب العرب.

## سيرته
وُلد يوسف خياط في طرطوس عام 1927م، وظهر حبه للأدب من وقت مبكِّر فكتب القصة القصيرة وهو في الثانية عشرة من عمره، ثم نشر في الصحف والمجلات مئات القصص، وكتب 17 رواية أدبية وجهَّزها للنشر مع مجموعات قصصية، ولم يُطبَع منها شيء.
هاجر إلى البرازيل، حيث أقام فيها من عام 1948 حتى 1967، وهناك كتب عن العالم العربي في الصحف البرازيلية، وأسس جمعية الاتحاد الثقافي العربي البرازيلي. ثم توجه إلى لبنان ليعمل في مجال التأليف والنشر، وأسس في بيروت دار لسان العرب وتولى إدارتها.
وهو عضو جمعية البحوث والدراسات في اتحاد الكتاب العرب في سورية، وجمعية الشؤون الأدبية والنقد.

## آثاره
له عشرات المؤلفات، ومنها:
1. «معجم المصطلحات العلمية والفنية» صادر عن دار لسان العرب، 1950.
2. «لسان العرب المحيط» أربعة أجزاء، بالاشتراك مع نديم مرعشلي، 1971.[4]

## روابط خارجية
- "لقاء البيان مع يوسف خياط". البيان الكويتية. الكويت: رابطة الأدباء الكويتيين. ع. 67. 1 أكتوبر 1971. ص. 44. مؤرشف من الأصل في 2021-07-20.